# Football Club Chambly Oise
El FC Chambly Oise es un equipo de fútbol de Francia que milita en el Championnat National 2, la cuarta división de fútbol del país.

## Historia
Fue fundado en el año 1989 en la ciudad de Chambly, en la región de Picardie y juega en la CFA desde la temporada 2012/13 luego de obtener el ascenso la temporada anterior y de obtener el ascenso de la División d'Honneur en 2009/10.
Su escudo y uniforme están influenciados por el equipo italiano Inter de Milán.

## Palmarés
- CFA Grupo A: 1

2013/14
- CFA 2: 1

2011/12
- Division d'honneur Picardie: 1

2009/10